# Llista de topònims de Sant Antoni de Vilamajor
Llista de topònims (noms propis de lloc) del municipi de Sant Antoni de Vilamajor, al Vallès Oriental
Informació actualitzada per un bot. Els canvis manuals es perdran quan s'actualitzi!

## casa
| imatge | Nom                                     | Ubicat a                 | instància de | Detalls                                                                                | coordenades                                                                                         | Protecció                                  | Commons (més fotos)                     | Dades a WD                    |
| ------ | --------------------------------------- | ------------------------ | ------------ | -------------------------------------------------------------------------------------- | --------------------------------------------------------------------------------------------------- | ------------------------------------------ | --------------------------------------- | ----------------------------- |
|        | Ca l'Estapé                             | Sant Antoni de Vilamajor | casa         | 14th century                                                                           | 41° 40′ 30″ N, 2° 24′ 14″ E / 41.675136°N,2.403955°E 256 msnm                                       | bé cultural d'interès local                | Ca l'Estapé (Sant Antoni de Vilamajor)  | Modifica les dades a Wikidata |
|        | Can Bonet del Pla                       | Sant Antoni de Vilamajor | casa         | 20th century                                                                           | 41° 40′ 12″ N, 2° 24′ 17″ E / 41.669943°N,2.404687°E 251 msnm                                       | bé cultural d'interès local                | Can Bonet del Pla                       | Modifica les dades a Wikidata |
|        | Can Delme                               | Sant Antoni de Vilamajor | casa         | 19th century                                                                           | 41° 40′ 25″ N, 2° 24′ 03″ E / 41.67372888888889°N,2.400913888888889°E ca:Pl. de la Vila, 1 256 msnm | bé cultural d'interès local                | Can Delme                               | Modifica les dades a Wikidata |
|        | Can Llançà                              | Sant Antoni de Vilamajor | casa         |                                                                                        | 41° 38′ 53″ N, 2° 22′ 49″ E / 41.648166°N,2.380222°E ca:Sant Julià d'Alfou 216 msnm                 |                                            | Can Llançà (Sant Antoni de Vilamajor)   | Modifica les dades a Wikidata |
|        | Casa Masades (Sant Antoni de Vilamajor) | Sant Antoni de Vilamajor | casa         | Estil: arquitectura barroca                                                            | 41° 40′ 18″ N, 2° 23′ 58″ E / 41.671666666667°N,2.3994444444444°E                                   | bé integrant del patrimoni cultural català | Casa Masades (Sant Antoni de Vilamajor) | Modifica les dades a Wikidata |
|        | Conjunt de Can Bertran                  | Sant Antoni de Vilamajor | casa         | Estil: noucentisme 20th century                                                        | 41° 40′ 16″ N, 2° 24′ 06″ E / 41.671085°N,2.401756°E ca:C. França, 36 248 msnm                      | bé cultural d'interès local                | Conjunt de Can Bertran                  | Modifica les dades a Wikidata |
|        | ca l'Eufil                              | Sant Antoni de Vilamajor | casa         | Estil: arquitectura modernista 20th century                                            | 41° 40′ 25″ N, 2° 24′ 00″ E / 41.673597°N,2.399915°E ca:Carrer Anselm Clavé, 1 254 msnm             | bé cultural d'interès local                | Ca l'Eufil (Sant Antoni de Vilamajor)   | Modifica les dades a Wikidata |
|        | casa al carrer de França, 22            | Sant Antoni de Vilamajor | casa         | Arquitecte: Manuel Joaquim Raspall i Mayol Estil: arquitectura modernista 20th century | 41° 40′ 19″ N, 2° 24′ 04″ E / 41.671873°N,2.401098°E ca:C. França, 22 258 msnm                      | bé cultural d'interès local                | Casa al carrer França, 22               | Modifica les dades a Wikidata |
|        | habitatge al carrer de França, 34       | Sant Antoni de Vilamajor | casa         | Estil: arquitectura eclèctica 20th century                                             | 41° 40′ 17″ N, 2° 24′ 05″ E / 41.671481°N,2.401319°E ca:C. França, 34 248 msnm                      | bé cultural d'interès local                | Habitatge al carrer de França, 34       | Modifica les dades a Wikidata |

## edifici
| imatge | Nom                                        | Ubicat a                 | instància de | Detalls                                    | coordenades                                                                                                  | Protecció                                  | Commons (més fotos)                        | Dades a WD                    |
| ------ | ------------------------------------------ | ------------------------ | ------------ | ------------------------------------------ | --- | ------------------------------------------ | ------------------------------------------ | ----------------------------- |
|        | Escoles Velles de Sant Antoni de Vilamajor | Sant Antoni de Vilamajor | edifici      | Estil: arquitectura eclèctica 20th century | 41° 40′ 25″ N, 2° 24′ 07″ E / 41.673723°N,2.402026°E ca:Pl. de la Vila 259 msnm                              | bé cultural d'interès local                | Escoles Velles de Sant Antoni de Vilamajor | Modifica les dades a Wikidata |
|        | Escoles unitàries de Sant Julià d'Alfou    | Sant Julià d'Alfou       | edifici      | Estat: ruïnós                              | 41° 39′ 28″ N, 2° 22′ 30″ E / 41.657712°N,2.374898°E                                                         |                                            | Escoles unitàries de Sant Julià d'Alfou    | Modifica les dades a Wikidata |
|        | Teatre La Sala                             | Sant Antoni de Vilamajor | edifici      | Estil: noucentisme                         | 41° 40′ 21″ N, 2° 24′ 06″ E / 41.67242°N,2.40171°E ca:Alfons I, 28                                           | bé integrant del patrimoni cultural català |                                            | Modifica les dades a Wikidata |
|        | la Farinera                                | Sant Antoni de Vilamajor | edifici      | Estil: noucentisme 20th century            | 41° 40′ 37″ N, 2° 24′ 15″ E / 41.676907°N,2.404126°E ca:Camí de Sant Antoni de Vilamajor a Can Vila 235 msnm | bé cultural d'interès local                | La Farinera (Sant Antoni de Vilamajor)     | Modifica les dades a Wikidata |

## entitat singular de població
| imatge | Nom                      | Ubicat a                 | instància de                                                                   | Detalls  | coordenades                                                                  | Protecció | Commons (més fotos) | Dades a WD                    |
| ------ | ------------------------ | ------------------------ | ------------------------------------------------------------------------------ | -------- | ---------------------------------------------------------------------------- | --------- | ------------------- | ----------------------------- |
|        | Alfou                    | Sant Antoni de Vilamajor | entitat singular de població ens local històric de Catalunya                   | 89 hab   | 41° 39′ 45″ N, 2° 22′ 40″ E / 41.662561495937°N,2.3778937638833°E 252 msnm   |           |                     | Modifica les dades a Wikidata |
|        | Can Miret                | Sant Antoni de Vilamajor | entitat singular de població                                                   | 406 hab  | 41° 40′ 05″ N, 2° 22′ 49″ E / 41.667978420511°N,2.3802440722491°E 268 msnm   |           |                     | Modifica les dades a Wikidata |
|        | Can Vila                 | Sant Antoni de Vilamajor | entitat singular de població                                                   | 197 hab  | 41° 40′ 33″ N, 2° 24′ 37″ E / 41.67576328°N,2.41017976°E 240 msnm            |           |                     | Modifica les dades a Wikidata |
|        | Freixeneda               | Sant Antoni de Vilamajor | entitat singular de població                                                   | 30 hab   | 41° 39′ 24″ N, 2° 24′ 23″ E / 41.6566157315264°N,2.40636464728035°E 235 msnm |           |                     | Modifica les dades a Wikidata |
|        | Sant Antoni de Vilamajor | Sant Antoni de Vilamajor | entitat singular de població capital municipal ens local històric de Catalunya | 3596 hab | 41° 40′ 24″ N, 2° 24′ 03″ E / 41.67343747°N,2.400830675°E 255 msnm           |           |                     | Modifica les dades a Wikidata |
|        | Sant Julià d'Alfou       | Sant Antoni de Vilamajor | entitat singular de població                                                   | 1636 hab | 41° 39′ 09″ N, 2° 22′ 02″ E / 41.652595252705°N,2.3671811900179°E 230 msnm   |           |                     | Modifica les dades a Wikidata |
|        | Valls                    | Sant Antoni de Vilamajor | entitat singular de població                                                   | 12 hab   | 41° 39′ 33″ N, 2° 25′ 13″ E / 41.65916108°N,2.42035974°E 215 msnm            |           |                     | Modifica les dades a Wikidata |
|        | Vallserena               | Sant Antoni de Vilamajor | entitat singular de població                                                   | 24 hab   | 41° 40′ 38″ N, 2° 24′ 17″ E / 41.67730154°N,2.404598064°E 236 msnm           |           |                     | Modifica les dades a Wikidata |
|        | el Molí                  | Sant Antoni de Vilamajor | entitat singular de població                                                   | 42 hab   | 41° 39′ 13″ N, 2° 23′ 02″ E / 41.65358724726°N,2.3839849316743°E 280 msnm    |           |                     | Modifica les dades a Wikidata |
|        | el Pla                   | Sant Antoni de Vilamajor | entitat singular de població                                                   | 117 hab  | 41° 39′ 00″ N, 2° 24′ 29″ E / 41.650110804354°N,2.4080359891963°E 208 msnm   |           |                     | Modifica les dades a Wikidata |
|        | les Pungoles             | Sant Antoni de Vilamajor | entitat singular de població                                                   | 505 hab  | 41° 40′ 06″ N, 2° 22′ 13″ E / 41.66834675°N,2.37036663°E 277 msnm            |           |                     | Modifica les dades a Wikidata |

## església
| imatge | Nom                                     | Ubicat a                 | instància de                 | Detalls                      | coordenades                                                                                       | Protecció                   | Commons (més fotos)                     | Dades a WD                    |
| ------ | --------------------------------------- | ------------------------ | ---------------------------- | ---------------------------- | ------------------------------------------------------------------------------------------------- | --------------------------- | --------------------------------------- | ----------------------------- |
|        | Ermita de Sant Lleïr                    | Sant Antoni de Vilamajor | església                     |                              | 41° 40′ 38″ N, 2° 23′ 58″ E / 41.677222222222°N,2.3994444444444°E ca:Camí de Sant Lleïr           | bé cultural d'interès local | Sant Lleïr (Sant Antoni de Vilamajor)   | Modifica les dades a Wikidata |
|        | Sant Jaume de Rifà                      | Sant Antoni de Vilamajor | església                     | Estil: arquitectura romànica | 41° 39′ 55″ N, 2° 22′ 31″ E / 41.665277777778°N,2.3752777777778°E ca:Urbanització de les Pungoles | bé cultural d'interès local | Sant Jaume de Rifà                      | Modifica les dades a Wikidata |
|        | Sant Julià del Fou                      | Sant Antoni de Vilamajor | església església parroquial | Estil: arquitectura romànica | 41° 38′ 54″ N, 2° 22′ 50″ E / 41.6482°N,2.38054°E Sant Julià d'Alfou                              | bé cultural d'interès local | Sant Julià del Fou                      | Modifica les dades a Wikidata |
|        | església parroquial de Sant Antoni Abat | Sant Antoni de Vilamajor | església església parroquial |                              | 41° 40′ 19″ N, 2° 24′ 09″ E / 41.671944444444°N,2.4025°E                                          | bé cultural d'interès local | Església parroquial de Sant Antoni Abat | Modifica les dades a Wikidata |

## granja
| imatge | Nom             | Ubicat a                 | instància de | Detalls | coordenades                                                         | Protecció | Commons (més fotos) | Dades a WD                    |
| ------ | --------------- | ------------------------ | ------------ | ------- | ------------------------------------------------------------------- | --------- | ------------------- | ----------------------------- |
|        | Granja Roure    | Sant Antoni de Vilamajor | granja       |         | 41° 40′ 07″ N, 2° 23′ 28″ E / 41.6685960288685°N,2.39102272498868°E |           |                     | Modifica les dades a Wikidata |
|        | Granja Vallbona | Sant Antoni de Vilamajor | granja       |         | 41° 39′ 39″ N, 2° 23′ 58″ E / 41.66087515778°N,2.3995297338422°E    |           |                     | Modifica les dades a Wikidata |

## masia
| imatge | Nom                                   | Ubicat a                 | instància de | Detalls                                              | coordenades | Protecció                                  | Commons (més fotos)                      | Dades a WD                    |
| ------ | ------------------------------------- | ------------------------ | ------------ | ---------------------------------------------------- | --- | ------------------------------------------ | ---------------------------------------- | ----------------------------- |
|        | Ca l'Amat                             | Sant Antoni de Vilamajor | masia        |                                                      | 41° 38′ 54″ N, 2° 22′ 51″ E / 41.6482309646933°N,2.38092306841687°E                                             |                                            |                                          | Modifica les dades a Wikidata |
|        | Ca n'Estrillat                        | Sant Antoni de Vilamajor | masia        |                                                      | 41° 39′ 06″ N, 2° 22′ 16″ E / 41.6515279269284°N,2.37103183235045°E                                             |                                            |                                          | Modifica les dades a Wikidata |
|        | Cal Barraquer                         | Sant Antoni de Vilamajor | masia        |                                                      | 41° 39′ 41″ N, 2° 22′ 13″ E / 41.6612517704797°N,2.3703246489368°E 256 msnm                                     |                                            |                                          | Modifica les dades a Wikidata |
|        | Cal Blau                              | Sant Antoni de Vilamajor | masia        |                                                      | 41° 40′ 32″ N, 2° 25′ 10″ E / 41.6756339686308°N,2.41952527286057°E                                             |                                            |                                          | Modifica les dades a Wikidata |
|        | Cal Cabrit                            | Sant Antoni de Vilamajor | masia        |                                                      | 41° 39′ 16″ N, 2° 24′ 14″ E / 41.6544314977036°N,2.403754538265°E                                               |                                            |                                          | Modifica les dades a Wikidata |
|        | Cal Fusteret                          | Sant Antoni de Vilamajor | masia        |                                                      | 41° 39′ 35″ N, 2° 22′ 10″ E / 41.659813711127°N,2.3695126759075°E                                               |                                            |                                          | Modifica les dades a Wikidata |
|        | Cal Guillot                           | Sant Antoni de Vilamajor | masia        |                                                      | 41° 40′ 07″ N, 2° 22′ 47″ E / 41.6684814783739°N,2.37970803467022°E                                             |                                            |                                          | Modifica les dades a Wikidata |
|        | Cal Marçal                            | Sant Antoni de Vilamajor | masia        |                                                      | 41° 40′ 07″ N, 2° 22′ 51″ E / 41.6685774390864°N,2.38080025201278°E                                             |                                            |                                          | Modifica les dades a Wikidata |
|        | Cal Minaire                           | Sant Antoni de Vilamajor | masia        |                                                      | 41° 39′ 14″ N, 2° 22′ 29″ E / 41.6538450707269°N,2.37475633888596°E                                             |                                            |                                          | Modifica les dades a Wikidata |
|        | Cal Músic                             | Sant Antoni de Vilamajor | masia        |                                                      | 41° 39′ 30″ N, 2° 23′ 12″ E / 41.6584213531567°N,2.38657857255682°E                                             |                                            |                                          | Modifica les dades a Wikidata |
|        | Can Bassa                             | Sant Antoni de Vilamajor | masia        | Estat: enderrocat o destruït                         | 41° 40′ 57″ N, 2° 24′ 39″ E / 41.682557°N,2.410953°E                                                            |                                            | Can Bassa (Sant Antoni de Vilamajor)     | Modifica les dades a Wikidata |
|        | Can Borrec                            | Sant Antoni de Vilamajor | masia        |                                                      | 41° 40′ 14″ N, 2° 24′ 53″ E / 41.6706199414915°N,2.41477717275129°E                                             |                                            |                                          | Modifica les dades a Wikidata |
|        | Can Boscàs                            | Sant Antoni de Vilamajor | masia        |                                                      | 41° 39′ 21″ N, 2° 22′ 42″ E / 41.6558824331127°N,2.37839973050143°E                                             |                                            |                                          | Modifica les dades a Wikidata |
|        | Can Bot                               | Sant Antoni de Vilamajor | masia        |                                                      | 41° 39′ 33″ N, 2° 22′ 35″ E / 41.6591597213021°N,2.37649453720752°E                                             |                                            |                                          | Modifica les dades a Wikidata |
|        | Can Brunet                            | Sant Antoni de Vilamajor | masia        |                                                      | 41° 39′ 34″ N, 2° 25′ 24″ E / 41.6595303629445°N,2.42333321679527°E                                             |                                            |                                          | Modifica les dades a Wikidata |
|        | Can Cames                             | Sant Antoni de Vilamajor | masia        |                                                      | 41° 39′ 56″ N, 2° 22′ 31″ E / 41.6655843486216°N,2.37530343217135°E                                             |                                            |                                          | Modifica les dades a Wikidata |
|        | Can Cavaller                          | Sant Antoni de Vilamajor | masia        |                                                      | 41° 39′ 50″ N, 2° 24′ 59″ E / 41.6637648202549°N,2.41641277357659°E                                             |                                            |                                          | Modifica les dades a Wikidata |
|        | Can Cerdà                             | Sant Antoni de Vilamajor | masia        |                                                      | 41° 39′ 18″ N, 2° 22′ 24″ E / 41.6550448367364°N,2.37343564624249°E                                             |                                            |                                          | Modifica les dades a Wikidata |
|        | Can Collet                            | Sant Antoni de Vilamajor | masia        |                                                      | 41° 39′ 27″ N, 2° 24′ 47″ E / 41.6576049224695°N,2.4130694213241°E                                              |                                            |                                          | Modifica les dades a Wikidata |
|        | Can Cortera                           | Sant Antoni de Vilamajor | masia        |                                                      | 41° 40′ 12″ N, 2° 24′ 37″ E / 41.669937751139°N,2.4102569098339°E                                               |                                            |                                          | Modifica les dades a Wikidata |
|        | Can Costa                             | Sant Antoni de Vilamajor | masia        |                                                      | 41° 40′ 10″ N, 2° 24′ 21″ E / 41.6693132112094°N,2.40586360459268°E                                             |                                            |                                          | Modifica les dades a Wikidata |
|        | Can Cros                              | Sant Antoni de Vilamajor | masia        |                                                      | 41° 39′ 46″ N, 2° 23′ 58″ E / 41.6626680788944°N,2.39934243769023°E                                             |                                            |                                          | Modifica les dades a Wikidata |
|        | Can Cucurella                         | Sant Antoni de Vilamajor | masia        |                                                      | 41° 39′ 14″ N, 2° 23′ 28″ E / 41.65396°N,2.391225°E 214 msnm                                                    |                                            | Can Cucurella (Sant Antoni de Vilamajor) | Modifica les dades a Wikidata |
|        | Can Diviu                             | Sant Antoni de Vilamajor | masia        |                                                      | 41° 40′ 21″ N, 2° 25′ 09″ E / 41.6725335944055°N,2.41914467793823°E                                             |                                            |                                          | Modifica les dades a Wikidata |
|        | Can Duros                             | Sant Antoni de Vilamajor | masia        |                                                      | 41° 39′ 27″ N, 2° 24′ 43″ E / 41.6574644812267°N,2.41202578696495°E                                             |                                            |                                          | Modifica les dades a Wikidata |
|        | Can Feu Gros                          | Sant Antoni de Vilamajor | masia        |                                                      | 41° 39′ 30″ N, 2° 22′ 47″ E / 41.6584658038594°N,2.37975611155247°E                                             |                                            |                                          | Modifica les dades a Wikidata |
|        | Can Feu Xic                           | Sant Antoni de Vilamajor | masia        |                                                      | 41° 39′ 32″ N, 2° 22′ 46″ E / 41.6589318170074°N,2.37931925416112°E                                             |                                            |                                          | Modifica les dades a Wikidata |
|        | Can Garneu                            | Sant Antoni de Vilamajor | masia        |                                                      | 41° 39′ 41″ N, 2° 24′ 32″ E / 41.6612588651568°N,2.4089764705258°E                                              |                                            | Can Garneu (Sant Antoni de Vilamajor)    | Modifica les dades a Wikidata |
|        | Can Gol de Vila-rasa                  | Sant Antoni de Vilamajor | masia        |                                                      | 41° 39′ 49″ N, 2° 24′ 41″ E / 41.66363926838°N,2.4115155367329°E 223 msnm                                       |                                            | Can Gol de Vila-rasa                     | Modifica les dades a Wikidata |
|        | Can Gol de la Torre                   | Sant Antoni de Vilamajor | masia        | Estil: arquitectura gòtica                           | 41° 40′ 01″ N, 2° 23′ 16″ E / 41.666944444444°N,2.3877777777778°E ca:Camí d'Alfou. Trencall a mà dreta          | bé cultural d'interès local                | Can Gol de la Torre                      | Modifica les dades a Wikidata |
|        | Can Jesús                             | Sant Antoni de Vilamajor | masia        |                                                      | 41° 40′ 14″ N, 2° 23′ 10″ E / 41.6704340812056°N,2.38605610422275°E                                             |                                            |                                          | Modifica les dades a Wikidata |
|        | Can Julià Gros                        | Sant Antoni de Vilamajor | masia        |                                                      | 41° 39′ 48″ N, 2° 22′ 02″ E / 41.6634143616132°N,2.36720460023108°E                                             |                                            |                                          | Modifica les dades a Wikidata |
|        | Can Martí                             | Sant Antoni de Vilamajor | masia        |                                                      | 41° 39′ 50″ N, 2° 22′ 30″ E / 41.6639976095929°N,2.3750304899964°E                                              |                                            |                                          | Modifica les dades a Wikidata |
|        | Can Massó Vell                        | Sant Antoni de Vilamajor | masia        |                                                      | 41° 39′ 31″ N, 2° 24′ 37″ E / 41.6586°N,2.410246°E 218 msnm                                                     | bé cultural d'interès local                | Can Massó Vell                           | Modifica les dades a Wikidata |
|        | Can Met Cames                         | Sant Antoni de Vilamajor | masia        |                                                      | 41° 39′ 40″ N, 2° 22′ 30″ E / 41.6610615031355°N,2.37507089173343°E 254 msnm                                    |                                            |                                          | Modifica les dades a Wikidata |
|        | Can Mirabó                            | Sant Antoni de Vilamajor | masia        |                                                      | 41° 39′ 57″ N, 2° 24′ 53″ E / 41.6657294764762°N,2.41485749747833°E                                             |                                            |                                          | Modifica les dades a Wikidata |
|        | Can Moragues                          | Sant Antoni de Vilamajor | masia        | Estil: gòtic tardà arquitectura barroca 16th century | 41° 39′ 55″ N, 2° 24′ 42″ E / 41.665282°N,2.41174°E ca:Al sud de Sant Antoni                                    | bé integrant del patrimoni cultural català | Can Moragues (Sant Antoni de Vilamajor)  | Modifica les dades a Wikidata |
|        | Can Morató                            | Sant Antoni de Vilamajor | masia        |                                                      | 41° 38′ 29″ N, 2° 22′ 40″ E / 41.641491°N,2.377744°E                                                            | bé cultural d'interès local                |                                          | Modifica les dades a Wikidata |
|        | Can Móra                              | Sant Antoni de Vilamajor | masia        |                                                      | 41° 39′ 51″ N, 2° 24′ 25″ E / 41.664229°N,2.40688°E 230 msnm                                                    |                                            | Can Móra (Sant Antoni de Vilamajor)      | Modifica les dades a Wikidata |
|        | Can Pau Lari                          | Sant Antoni de Vilamajor | masia        |                                                      | 41° 39′ 52″ N, 2° 23′ 43″ E / 41.6644029073472°N,2.39523031108635°E                                             |                                            |                                          | Modifica les dades a Wikidata |
|        | Can Pau Tram                          | Sant Antoni de Vilamajor | masia        |                                                      | 41° 39′ 43″ N, 2° 22′ 00″ E / 41.6619976719003°N,2.36673801930936°E                                             |                                            |                                          | Modifica les dades a Wikidata |
|        | Can Pere Menut                        | Sant Antoni de Vilamajor | masia        |                                                      | 41° 39′ 41″ N, 2° 22′ 17″ E / 41.6614106033941°N,2.37136807390538°E                                             |                                            |                                          | Modifica les dades a Wikidata |
|        | Can Pinós Nou                         | Sant Antoni de Vilamajor | masia        |                                                      | 41° 39′ 52″ N, 2° 22′ 42″ E / 41.6643571260587°N,2.37821012062818°E                                             |                                            |                                          | Modifica les dades a Wikidata |
|        | Can Pinós Vell                        | Sant Antoni de Vilamajor | masia        |                                                      | 41° 39′ 51″ N, 2° 22′ 33″ E / 41.6641102581817°N,2.37587021821028°E                                             |                                            |                                          | Modifica les dades a Wikidata |
|        | Can Pou de Vila-rasa                  | Sant Antoni de Vilamajor | masia        |                                                      | 41° 39′ 28″ N, 2° 24′ 41″ E / 41.6576413579235°N,2.41138762236141°E                                             |                                            |                                          | Modifica les dades a Wikidata |
|        | Can Pungol                            | Sant Antoni de Vilamajor | masia        |                                                      | 41° 39′ 57″ N, 2° 23′ 09″ E / 41.665862°N,2.385801°E ca:Camí d'Alfou. Trencall a mà dreta                       | bé cultural d'interès local                | Can Pungol                               | Modifica les dades a Wikidata |
|        | Can Rajoler                           | Sant Antoni de Vilamajor | masia        |                                                      | 41° 39′ 47″ N, 2° 24′ 37″ E / 41.6630310917758°N,2.4103055511263°E                                              |                                            |                                          | Modifica les dades a Wikidata |
|        | Can Ribalta                           | Sant Antoni de Vilamajor | masia        | 19th century                                         | 41° 39′ 55″ N, 2° 23′ 32″ E / 41.66534111111111°N,2.392281111111111°E 248 msnm                                  | bé cultural d'interès local                | Can Ribalta (Sant Antoni de Vilamajor)   | Modifica les dades a Wikidata |
|        | Can Riera                             | Sant Antoni de Vilamajor | masia        | Estil: arquitectura popular 17th century             | 41° 39′ 38″ N, 2° 23′ 26″ E / 41.660542°N,2.39068°E ca:Entre el camí de Cardedeu i la ctra. de Llinars 230 msnm | bé cultural d'interès local                | Can Riera (Sant Antoni de Vilamajor)     | Modifica les dades a Wikidata |
|        | Can Rossinyol                         | Sant Antoni de Vilamajor | masia        |                                                      | 41° 39′ 40″ N, 2° 25′ 13″ E / 41.661153°N,2.420235°E                                                            |                                            | Can Rossinyol (Sant Antoni de Vilamajor) | Modifica les dades a Wikidata |
|        | Can Rovira Coll                       | Sant Antoni de Vilamajor | masia        |                                                      | 41° 39′ 20″ N, 2° 24′ 16″ E / 41.655433°N,2.404357°E                                                            | bé cultural d'interès local                |                                          | Modifica les dades a Wikidata |
|        | Can Sala                              | Sant Antoni de Vilamajor | masia        |                                                      | 41° 39′ 13″ N, 2° 24′ 24″ E / 41.65370727139°N,2.4068020960103°E                                                |                                            |                                          | Modifica les dades a Wikidata |
|        | Can Sauleda                           | Sant Antoni de Vilamajor | masia        |                                                      | 41° 40′ 26″ N, 2° 23′ 50″ E / 41.673977°N,2.397085°E ca:Av. Catalunya - c. Sant Antoni 258 msnm                 | bé cultural d'interès local                | Can Sauleda (Sant Antoni de Vilamajor)   | Modifica les dades a Wikidata |
|        | Can Serra                             | Sant Antoni de Vilamajor | masia        |                                                      | 41° 39′ 18″ N, 2° 22′ 28″ E / 41.6550509196243°N,2.37455251685924°E                                             |                                            |                                          | Modifica les dades a Wikidata |
|        | Can Serrador                          | Sant Antoni de Vilamajor | masia        |                                                      | 41° 40′ 00″ N, 2° 24′ 24″ E / 41.6665617506186°N,2.40677780056456°E                                             |                                            |                                          | Modifica les dades a Wikidata |
|        | Can Soler                             | Sant Antoni de Vilamajor | masia        | Estil: historicisme arquitectònic                    | 41° 39′ 39″ N, 2° 24′ 43″ E / 41.660833333333°N,2.4119444444444°E ca:Crtra. de Llinars. Trencall km 48,5        | bé integrant del patrimoni cultural català | Can Soler (Sant Antoni de Vilamajor)     | Modifica les dades a Wikidata |
|        | Can Suari                             | Sant Antoni de Vilamajor | masia        | Estil: arquitectura popular                          | 41° 38′ 38″ N, 2° 22′ 52″ E / 41.643888888889°N,2.3811111111111°E ca:Al sud de Sant Julià d'Alfou               | bé cultural d'interès local                | Can Suari (Sant Antoni de Vilamajor)     | Modifica les dades a Wikidata |
|        | Can Tomàs Toni                        | Sant Antoni de Vilamajor | masia        |                                                      | 41° 39′ 33″ N, 2° 22′ 39″ E / 41.659093266307°N,2.37752810249335°E                                              |                                            |                                          | Modifica les dades a Wikidata |
|        | Can Tramontet                         | Sant Antoni de Vilamajor | masia        |                                                      | 41° 40′ 32″ N, 2° 24′ 57″ E / 41.6755431676346°N,2.41582583340727°E                                             |                                            |                                          | Modifica les dades a Wikidata |
|        | Can Tramunt                           | Sant Antoni de Vilamajor | masia        |                                                      | 41° 39′ 42″ N, 2° 23′ 48″ E / 41.6615906293549°N,2.39655383719967°E                                             |                                            |                                          | Modifica les dades a Wikidata |
|        | Can Tàpies (Sant Antoni de Vilamajor) | Sant Antoni de Vilamajor | masia        | Estil: arquitectura gòtica 16th century              | 41° 38′ 58″ N, 2° 24′ 46″ E / 41.649444444444°N,2.4127777777778°E ca:A la banda de Vallserena prop de Llinars.  | bé integrant del patrimoni cultural català | Can Tàpies (Sant Antoni de Vilamajor)    | Modifica les dades a Wikidata |
|        | Can Vallescà                          | Sant Antoni de Vilamajor | masia        |                                                      | 41° 40′ 23″ N, 2° 24′ 42″ E / 41.6729367951478°N,2.4116447346377°E 253 msnm                                     |                                            | Can Vallescà                             | Modifica les dades a Wikidata |
|        | Can Xacó                              | Sant Antoni de Vilamajor | masia        |                                                      | 41° 39′ 25″ N, 2° 22′ 38″ E / 41.6568841589989°N,2.37709298195175°E                                             |                                            |                                          | Modifica les dades a Wikidata |
|        | Torre Tig                             | Sant Antoni de Vilamajor | masia        |                                                      | 41° 39′ 10″ N, 2° 22′ 13″ E / 41.6526400852502°N,2.37016833538549°E                                             |                                            |                                          | Modifica les dades a Wikidata |
|        | can Roig                              | Sant Antoni de Vilamajor | masia        | Estil: gòtic tardà 16th century                      | 41° 39′ 50″ N, 2° 22′ 32″ E / 41.663843°N,2.375454°E ca:Al sud de Sant Jaume de Rifà 258 msnm                   | bé integrant del patrimoni cultural català | Can Roig (Sant Antoni de Vilamajor)      | Modifica les dades a Wikidata |
|        | la Nòria                              | Sant Antoni de Vilamajor | masia        |                                                      | 41° 40′ 36″ N, 2° 24′ 27″ E / 41.6765447699312°N,2.40738294754787°E                                             |                                            |                                          | Modifica les dades a Wikidata |
|        | la Torreta                            | Sant Antoni de Vilamajor | masia        |                                                      | 41° 39′ 46″ N, 2° 24′ 16″ E / 41.6628207360328°N,2.40444588377008°E                                             |                                            |                                          | Modifica les dades a Wikidata |

## Misc
| imatge | Nom                           | Ubicat a                 | instància de       | Detalls      | coordenades                                                                        | Protecció                   | Commons (més fotos)                         | Dades a WD                    |
| ------ | ----------------------------- | ------------------------ | ------------------ | ------------ | ---------------------------------------------------------------------------------- | --------------------------- | ------------------------------------------- | ----------------------------- |
|        | Casa de la Vila               | Sant Antoni de Vilamajor | casa consistorial  | 14th century | 41° 40′ 25″ N, 2° 24′ 03″ E / 41.673524°N,2.400722°E ca:Pl. de la Vila, 5 256 msnm | bé cultural d'interès local | Casa de la Vila de Sant Antoni de Vilamajor | Modifica les dades a Wikidata |
|        | Sector industrial de Can Móra | Sant Antoni de Vilamajor | polígon industrial |              | 41° 39′ 45″ N, 2° 24′ 12″ E / 41.6624913238154°N,2.40345197411272°E                |                             |                                             | Modifica les dades a Wikidata |